# Joice Heth

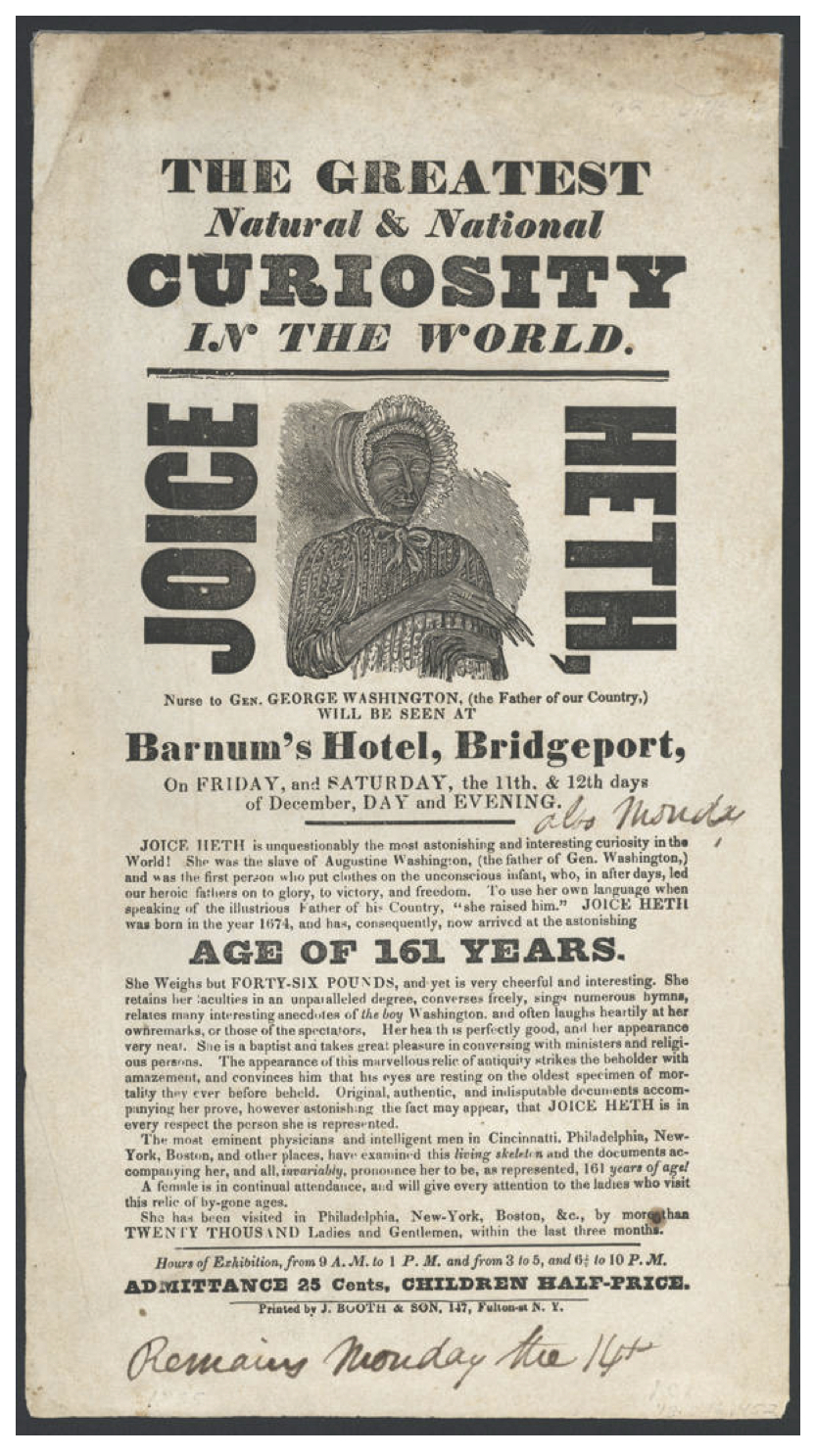
Plakat reklamujący Joice Heth

Joice Heth (ur. ok. 1756, zm. 19 lutego 1836) – afroamerykańska niewolnica, niewidoma i prawie zupełnie sparaliżowana (mogła mówić i częściowo poruszać prawym ramieniem). Od 1835 roku do swojej śmierci była „wystawiana na pokaz" przez amerykańskiego showmana Phineasa Taylora Barnuma, „reklamowana” jako 161-letnia mamka George'a Washingtona. Zmarła rok później – prawdopodobnie z przyczyn naturalnych – mając nie więcej niż 80 lat.